# 어 뷰티풀 데이 인 더 네이버후드
《어 뷰티풀 데이 인 더 네이버후드》(영어: A Beautiful Day in the Neighborhood)는 2019년 개봉한 미국의 전기 드라마 영화이다. 머리엘 헬러가 감독을 맡았으며, 톰 주노드의 에스콰이어 아티클 "Can You Say...Hero?" 가 영화의 원작이다. 프레드 로저스의 삶을 그린 작품이다. 2019 토론토 영화제에서 전 세계 최초로 공개되었다.